# (1911) Schubart
(1911) Schubart (1973 UD) – planetoida z pasa głównego asteroid okrążająca Słońce w ciągu 7,96 lat w średniej odległości 3,99 j.a. Odkryta 25 października 1973 roku.